# Concepción las Minas
Concepción las Minas è un comune del Guatemala facente parte del Dipartimento di Chiquimula.
L'abitato nacque in epoca coloniale per ospitare i lavoratori impiegati nelle miniere di piombo, ferro, rame e argento della zona (da cui anche l'appellativo las Minas), mentre l'istituzione del comune è dell'8 giugno 1893.